# 린젠장

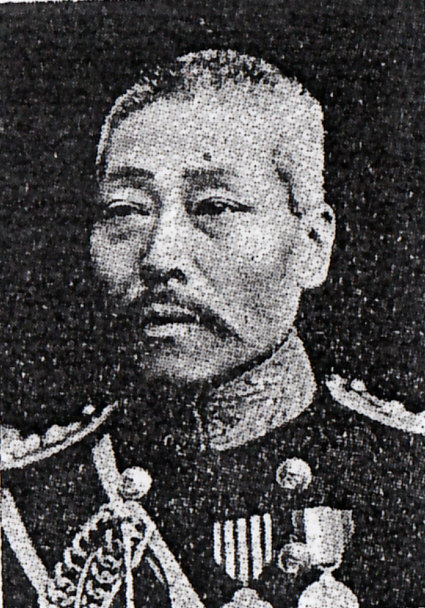
린젠장

린젠장(중국어: 林建章, 병음: Lín Jiànzhāng, 1874년 ~ 1940년 6월 14일)은 중국의 해군 제독이다. 푸젠성 창러구 출신.